# Charles Agar (1er comte de Normanton)
Charles Agar, 1er comte de Normanton (22 décembre 1736 - 14 juillet 1809) est un homme d'église et pair anglo-irlandais.

## Biographie

### Vie privée
Il est le troisième fils d'Henry Agar de Gowran dans le comté de Kilkenny et de son épouse Anne Ellis, fille de Welbore Ellis, évêque de Meath. James Agar, 1er vicomte Clifden est son frère aîné et Welbore Ellis, 1er baron Mendip son oncle maternel.
Il fait ses études à la Westminster School et au Christ Church, Oxford.

### Vie publique
Il est doyen de Kilmore (1765-1768)  et évêque de Cloyne (1768-1779) . En 1779, il est admis au Conseil privé d'Irlande et nommé archevêque de Cashel  qui est un archevêché jusqu'en 1838, fonction qu'il occupe jusqu'en 1801 et devient archevêque de Dublin de 1801 à 1809 . Il tient des positions calvinistes particulièrement marquées.
En 1794, il est élevé à la pairie d'Irlande sous le titre de baron Somerton. En 1801, il est créé vicomte Somerton et en 1806, titré comte de Normanton. Ces titres sont également dans la pairie d'Irlande. De 1800 à 1809, il siège à la Chambre des lords comme l'un des 28 pairs représentants irlandais d'origine.
Lord Normanton décède en juillet 1809, à l'âge de 72 ans. Son fils Welbore Ellis Agar lui succède dans ses titres laïques. Il est enterré dans le transept nord de l'Abbaye de Westminster. Sa veuve Jane Benson, comtesse de Normanton, est enterrée à ses côtés à la suite de sa mort en 1826 .

## Famille
Il épouse, le 22 novembre 1776, Jane Benson (1752-1826), fille de William Benson. Ils ont quatre enfants.
- Frances Anne Agar (1777 - 20 mai 1839) épouse Thomas Maude, 2e vicomte Hawarden (16 avril 1767 - 26 février 1807), sans descendance ;
- Welbor Agar, 2e comte de Normanton (12 novembre 1778 - 17 mai 1816) épouse Diana Herbert (5 février 1790 - 2 décembre 1841), dont descendance ;
- George Charles Agar (1er août 1780 - 24 janvier 1856), célibataire, sans enfants ;
- James Agar (10 juillet 1781 - 6 septembre 1866) épouse Louisa Thompson (? - 15 mars 1885), sans descendance.